# Marius Bülter
Marius Bülter (Ibbenbüren, 29 marzo 1993) è un calciatore tedesco, attaccante del Colonia.

## Caratteristiche tecniche
È una seconda punta che può giocare anche da ala sinistra o da trequartista. Sotto la guida di Dīmītrīs Grammozīs è stato saltuariamente schierato da esterno a tutta fascia in un 3-5-2. Dotato di colpo di testa, dribbling, velocità e tiro a giro, Bülter si rivela anche un abile rigorista.

## Carriera
Ha esordito in Bundesliga il 18 agosto 2019 disputando con l'Union Berlino l'incontro perso 4-0 contro il RB Lipsia.
Il 26 giugno 2021 lascia il club capitolino per accasarsi allo Schalke 04.
Il 6 luglio 2023 viene acquistato dall'Hoffenheim.

## Palmarès

### Club

#### Competizioni nazionali
- Campionato tedesco di seconda divisione: 1

Schalke 04: 2021-2022